# Naranjos, Huatusco
Naranjos är en ort i Mexiko.   Den ligger i kommunen Huatusco och delstaten Veracruz, i den sydöstra delen av landet, 230 km öster om huvudstaden Mexico City. Naranjos ligger 1 367 meter över havet och antalet invånare är 225.
Terrängen runt Naranjos är huvudsakligen kuperad, men åt sydost är den bergig. Terrängen runt Naranjos sluttar österut. Runt Naranjos är det tätbefolkat, med 276 invånare per kvadratkilometer. Närmaste större samhälle är Huatusco de Chicuellar, 4,9 km nordost om Naranjos. I omgivningarna runt Naranjos växer i huvudsak städsegrön lövskog.